# AO-DOS

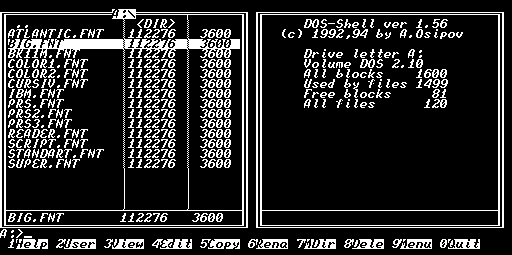
AO-DOS з нестандартним шрифтом

AO-DOS  — дискова операційна система для радянських персональних комп'ютерів БК-0011 та БК-0011М. Використовувала файлову систему MicroDOS. Мала розвинену мову командного рядка, підтримку пакетних файлів. Також включала Norton Commander-подібну оболонку DOS-SHELL. Дозволяла створювати віртуальний електронний диск в пам'яті комп'ютера. Підтримувала (в останній версії) до 23 дискових пристроїв. Мала окремі від ядра системи драйвери вводу-виводу. 